# 저그 (컵)

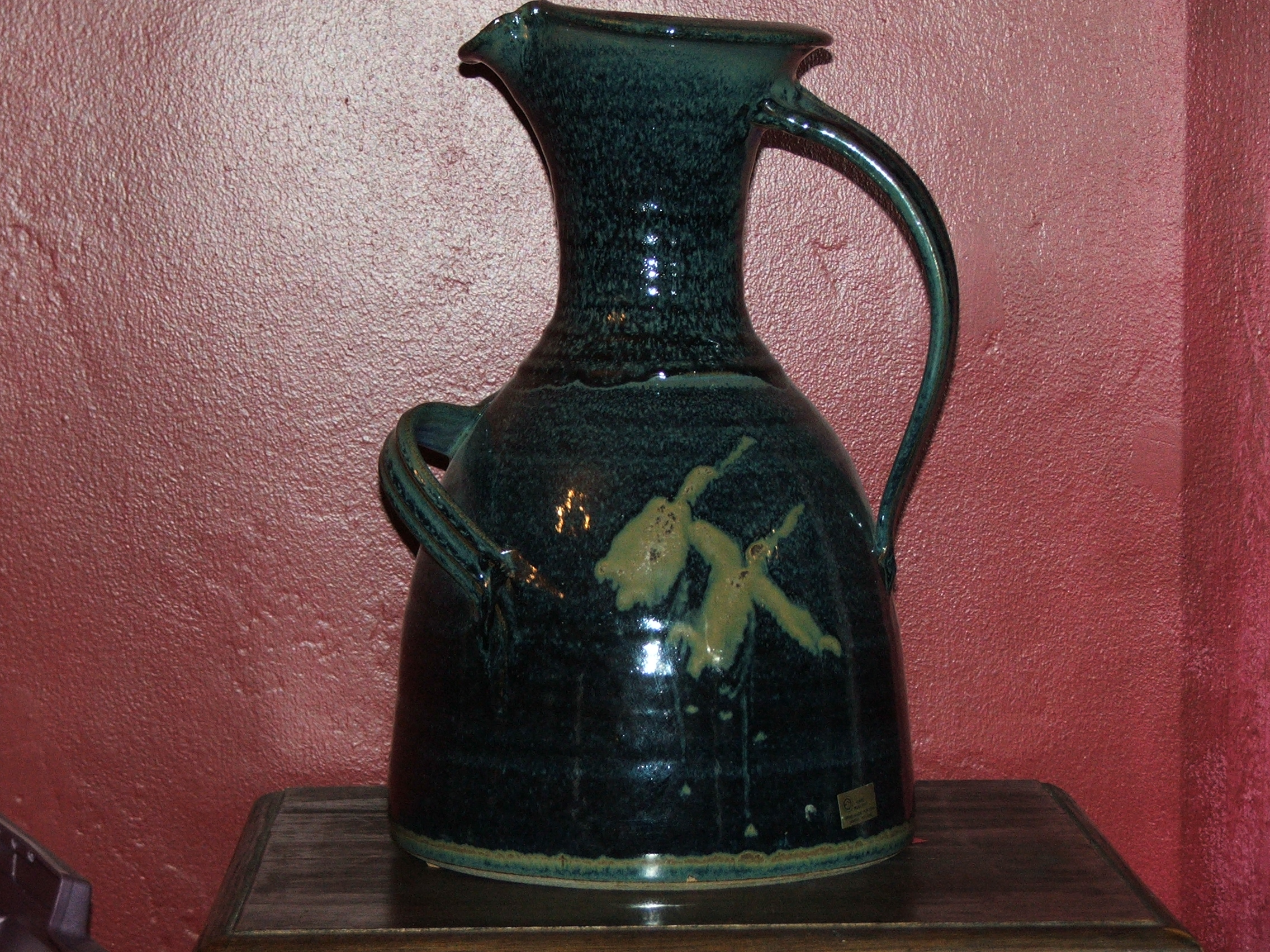
아일랜드의 저그

저그(영어: Jug)는 액체를 담는 그릇의 한 종류이며, 흔히 일본식 영어인 조끼(일본어: ジョッキ)로 알려져 있다.
저그에는 내용물을 마시거나 따르기에 좋도록 개두부와 손잡이가 달려 있다.
맥주를 마실 때 사용하는 큰 컵을 맥주 저그라고 부르며, 대한민국의 맥주 저그는 따르기 좋도록 튀어나온 개두부가 없기 때문에, 형태가 머그잔에 더 가깝다.

## 같이 보기
- 머그잔
- 피처